# Ripton
Ripton város az USA Vermont államában, Addison megyében. Lakosainak száma 739 fő (2020. április 1.).

## Népesség
A település népességének változása:

| 2010 | 588 |
| 2020 | 739 |